# Wszedzień (województwo kujawsko-pomorskie)
Wszedzień (niem. Schetzingen) – wieś w Polsce położona w województwie kujawsko-pomorskim, w powiecie mogileńskim, w gminie Mogilno.

## Podział administracyjny
Wieś duchowna Wszędzień, własność opata benedyktynów w Mogilnie pod koniec XVI wieku leżała w powiecie gnieźnieńskim województwa kaliskiego. W latach 1975–1998 miejscowość należała administracyjnie do województwa bydgoskiego.

## Demografia
Według Narodowego Spisu Powszechnego (III 2011 r.) liczyła 394 mieszkańców. Jest ósmą co do wielkości miejscowością gminy Mogilno.

## Parafia
We wsi znajduje się parafia pw. św.Andrzeja Boboli. Należy do niej dawny kościół ewangelicki z 1909 roku.
We Wszedniu znajduje się także zachowany cmentarz niemiecki, dawna pastorówka oraz zabytkowa brukowana droga, która otacza z jednej strony wieś i następnie prowadzi do pobliskich miejscowości, tj. Sucharzewa i Parlina.